# Gliese 59
Gliese 59 is een hoofdreeksster van het type K0, gelegen in het sterrenbeeld Walvis op 62,84 lichtjaar van de Zon. De ster heeft een baansnelheid rond het galactisch centrum van 29 km/s.